# 羅氏夢角鮟鱇
羅氏夢角鮟鱇，為輻鰭魚綱鮟鱇目棘茄魚亞目夢角鮟鱇科的其中一種。分布於中太平洋東部海域，屬深海魚類，體長可達2.5公分。

## 扩展阅读
維基物種上的相關：羅氏夢角鮟鱇